# Live at Ebbets Field 1974
Live at Ebbets Field 1974 è un album live di Tommy Bolin

## Il disco
Al tempo Tommy Bolin suonava ancora con la James Gang, ma decise di prendersi un paio di notti per suonare del materiale nuovo che aveva scritto (i testi delle canzoni originali cantate sono di Cook), oltre a dei classici standard come Born Under A Bad Sign, già ripreso in una favolosa versione dai Cream di Wheels Of Fire.
Per l'occasione, la band con cui suona sono gli Energy, la sua vecchia band. Da notare il nome di Jeff Cook, che ha collaborato non solo con Tommy nei suoi due album solisti, ma anche con i Deep Purple di Come Taste the Band, nella canzone Lady Luck.
L'esecuzione, almeno dal punto di vista della chitarra, è semplicemente fenomenale. Tommy suona con una freschezza e con un gusto davvero particolari, rari per un ragazzo così giovane.
L'album presenta molte tracce blues, in cui è dedicato ampio spazio a soli e jam strumentali.
Interessante è Crazed Fandando, che suona un po' come un blues con ritmi latini innestati dietro.

## Tracce
1. You Know You Know – 4:37
2. San Francisco River – 5:39
3. Shakin' All Night – 4:30
4. Walkin' My Shadow – 4:09
5. Born Under A Bad Sing/Ain't No Sunshine – 8:57
6. Crazed Fandango – 7:29
7. Ain't Nobody's Fool – 8:56
8. Homeward Strut – 5:03
9. Honey Man – 7:35
10. Stratus – 5:27

## Musicisti
- Tommy Bolin - chitarra
- Jeff Cook - voce
- Stanley Sheldon - basso
- Bobby Berge, Russell Bizet  - batteria
- Archie Shelby - percussioni